# GSAT-4
GSAT-4 (znany również jako HealthSat) – eksperymentalny satelita telekomunikacyjny zbudowany przez ISRO. Wystrzelony został w kwietniu 2010 podczas pierwszego lotu rakiety GSLV MK2, jednak nie dostał się na orbitę z powodu awarii kriogenicznego silnika w 3. stopniu rakiety.